# Mestre dos ofícios

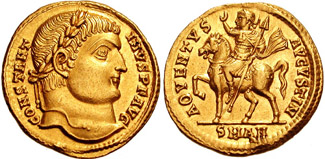
Soldo de Constantino r., provável criador do mestre dos ofícios

Mestre dos ofícios ou mestre de ofícios (em latim: Magister officiorum; em grego: μάγιστρος τῶν ὀφφικίων; romaniz.: magistros tōn offikiōn) era um dos mais elevados cargos administrativos do Império Romano tardio e dos primeiros séculos do Império Bizantino, onde eventualmente foi transformado numa posição honorária, até desaparecer no século XII.

## História e funções

### Império Romano Tardio

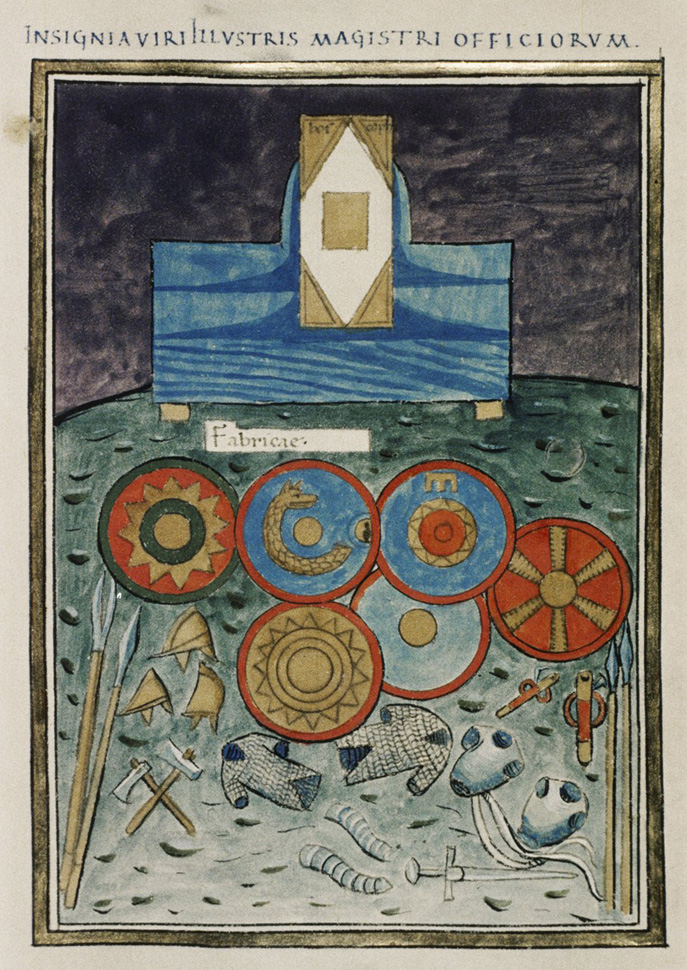
Insígnia do mestre dos ofícios do Oriente, tal como exibida na Notitia Dignitatum: o codicilo de seu cargo sobre um suporte, escudos com os emblemas dos regimentos das escolas e diversas armas e armaduras atestando o controle dos arsenais imperiais

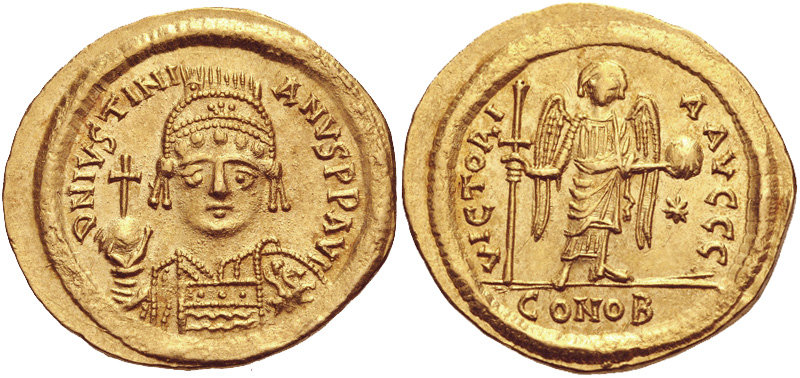
Soldo de Justiniano r.

Embora alguns acadêmicos afirmem que o cargo teria sido criado durante o reinado do imperador Diocleciano (r. 284–305), o cargo pode ser estabelecido com certeza apenas durante o reinado de Constantino, em 320. Constantino provavelmente o teria criado como uma maneira de limitar o poder do prefeito pretoriano, então o principal auxiliar administrativo do imperador. O mestre supervisionava o secretariado palatino, dividido em quatro departamentos, os departamentos sagrados (sacra scrinia), cada um comandado por um respectivo mestre: da memória (scrinium memoriae), das epístolas/cartas (scrinium epistularum), das petições (scrinium libellorum) e das epístolas gregas (scrinium epistolarum Graecarum).
O primeiro departamento cuidava das decisões imperiais chamadas de annotationes, chamadas assim por consistirem de notas ("anotações") feitas pelo imperador aos documentos que lhe eram apresentados, e também cuidavam das respostas às petições feitas ao imperador. O segundo manuseava a correspondência com os potentados estrangeiros e com a administrações de províncias e cidades. O terceiro cuidava dos apelos dos tribunais e das petições daqueles que estavam envolvidos com eles. E o quarto dos documentos promulgados em grego e da tradução de documentos em latim para o grego.
Outra função importante transferida para o cargo por Constantino foi a supervisão dos agentes nos assuntos, uma força de mensageiros fiáveis que também funcionavam como controladores da administração imperial. Este controle, em particular, sobre os temidos agentes, ou magistrianos (magistriani), como eram conhecidos coloquialmente, dava ao cargo de mestre dos ofícios um grande poder. O cargo rapidamente aumentou em importância; inicialmente classificado como tribuno, ao fim do reinado de Constantino já havia se tornado um conde.
Os poderes do cargo foram aumentados ainda mais em 395, quando o imperador Arcádio, que reinou de 395 a 408, retirou a prerrogativa do curso público (em latim: cursus publicus; em grego: δημόσιος δρόμος; romaniz.: dēmósios drómos) da guarda do palácio (escola palatina) e dos arsenais (fabricae) imperiais das mãos do prefeito pretoriano e passou-as ao mestre. Estas últimas mudanças constam da Notitia Dignitatum, uma lista de todos os cargos compilada por volta de 400. Em algum ponto no século V o mestre oriental também assumiu a autoridade sobre os limítanes, a guarda de fronteira.
Com o decorrer do tempo, o cargo também assumiu o controle das relações exteriores imperiais (já no fim do século IV os tradutores e intérpretes oficiais estavam sob a autoridade do mestre dos ofícios, por este motivo), e, no Oriente, os registrados da Notitia registram a presença de quatro secretários em cargo do chamado escritório dos bárbaros (em latim: scrinium barbarorum; em grego: σκρίνιον τῶν βαρβάρων; romaniz.: skrinion tōn barbarōn), sob a supervisão do mestre dos ofícios. Um dos mais importantes detentores do cargo foi Pedro, o Patrício, que o ocupou de 539 a 565, e realizou diversas missões diplomáticas neste papel, a serviço de Justiniano (r. 527–565). O cargo foi mantido no Reino Ostrogótico, após a queda do Império Romano do Ocidente, e foi ocupado por diversos senadores romanos importantes, como Boécio e Cassiodoro.

### Império Bizantino

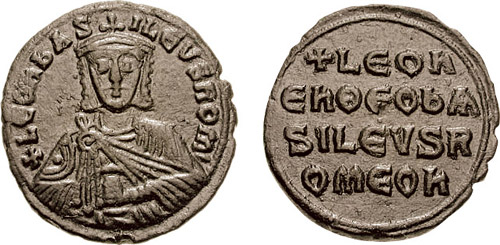
Fólis de r.

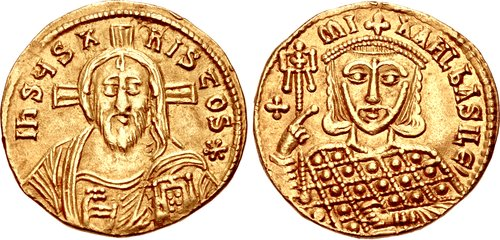
Soldo de r.

O cargo sobreviveu como uma função burocrática no Império Bizantino, mas durante o final do século VII ou início do VIII, a maior parte das funções do cargo foram removidas e ele foi convertido no título dignitário de magistro (em grego: μάγιστρος; forma feminina em grego: μαγίστρισσα; magistrissa). Pelo menos até o tempo de Leão VI, o Sábio (r. 886–912), porém, a forma completa do título ainda era lembrada: seu poderoso sogro, Estiliano Zautzes, é relatado como tendo sido um dia "mestre dos ofícios divinos"(em grego: μάγιστρος τῶν θείων ὀφφικίων). Em suas funções administrativas, o mestre dos ofícios foi substituído primordialmente pelo logóteta do dromo (logothetēs tou dromou), que supervisionava o correio e as relações exteriores, enquanto que a guarda imperial foi transformada nas tagmas.
Até o reinado de Miguel III, o Ébrio (r. 842–867) parecia haver apenas dois magistros, dos quais o sênior era chamado de protomagistro (em grego: πρωτομάγιστρος; "primeiro magistro") e que era, novamente, um dos principais ministros de estado (sem funções específicas) e líder do Senado bizantino. A partir do reinado dele, o título passou a ser conferido a mais pessoas, efetivamente se tornado um status na corte, o mais alto na hierarquia bizantina até a introdução do proedro (proedros) na metade do século X. O Cletorológio de Filoteu, escrita em 899, nos permite inferir que existiam 12 magistros, enquanto que durante o reinado de Nicéforo II Focas (r. 963–969), Liuprando de Cremona relata a presença de 24. O status continuou a existir depois disso, mas foi perdendo a importância. No final do século X e início do XI, ele era conferido junto com o título de vestas. Daí em diante, ele foi consideravelmente desvalorizado, especialmente durante o período da dinastia comnena, desaparecendo inteiramente em meados do século XII.